# Championnat d'Europe de vitesse par équipes masculin (juniors)
Le Championnat d'Europe de vitesse par équipes masculin juniors est le championnat d'Europe de vitesse par équipes organisé annuellement par l'Union européenne de cyclisme pour les cyclistes âgés de 17 et 18 ans. Le championnat organisé depuis 2001, a lieu dans le cadre des championnats d'Europe de cyclisme sur piste juniors et espoirs.

## Palmarès
| Année | Or                                                                             | Argent                                                                             | Bronze                                                                       |
| ----- | ------------------------------------------------------------------------------ | ---------------------------------------------------------------------------------- | ---------------------------------------------------------------------------- |
| 2001  | France Mathieu Mandard Mickaël Murat François Pervis                           | Tchéquie Jaroslav Flendr Alois Kaňkovský Albert Pance                              | Russie Nikolai Dmitriev Sergey Borisov Arif Abassov                          |
| 2002  | Allemagne Michael Spiess Michael Seidenbecher Robert Eichfeld                  | France Kévin Corroleur Mickaël Murat François Pervis                               | Tchéquie Filip Ditzel Jaroslav Flendr Daniel Lebl                            |
| 2003  | Pologne Michal Tokarz Kamil Kuczyński Paweł Kościecha                          | Russie Anton Rudoy Stoyan Vasev Denis Dmitriev                                     | Tchéquie Filip Ditzel Adam Ptacnik Jiří Hochmann                             |
| 2004  | Russie Stoyan Vasev Denis Dmitriev Mikhail Shikhalev                           | Pologne Paweł Kościecha Maciej Olkowski Jakub Wycisk                               | Espagne José Antonio Clua Miguel Galán Julio Varas                           |
| 2005  | France Michaël D'Almeida Kévin Sireau Alexandre Volant                         | Pologne Rafał Poper Dawid Glowacki Krzysztof Szymanek                              | Russie Andrey Chernopyatov Pavel Noskov Maxim Tarakanov                      |
| 2006  | Grande-Bretagne David Daniell Christian Lyte Jason Kenny                       | Grèce Chrístos Volikákis Zafíris Volikákis Vasileios Reppas                        | Pologne Konrad Dąbkowski Paweł Sarnecki Adrian Tekliński                     |
| 2007  | France Quentin Lafargue Thierry Jollet Charlie Conord                          | Grande-Bretagne David Daniell Christian Lyte Tom Buck                              | Allemagne Paul Kanzler Daniel Rackwitz Gregor Fischer                        |
| 2008  | France Quentin Lafargue Thierry Jollet Charlie Conord                          | Grande-Bretagne Steven Hill Peter Mitchell Luc Jones                               | Pologne Grzegorz Drejgier Karol Kasprzyk Rafał Sarnecki                      |
| 2009  | Allemagne Erik Balzer Eric Engler Alexander Reinelt                            | Pologne Paweł Laskowski Kacper Lesniak Krzysztof Maksel                            | France Kévin Guillot Michaël Valenza Florian Vernay                          |
| 2010  | France Kévin Guillot Julien Palma Benjamin Edelin                              | Italie Mauro Catellini Davide Ceci Rino Gasparrini                                 | Russie Nikita Balunov Dmitry Gorlov Kirill Samusenko                         |
| 2011  | France Benjamin Edelin Anthony Jacques Julien Palma                            | Allemagne Max Niederlag Benjamin König Pascal Ackermann                            | Russie Alexander Sharapov Nikita Shurshin Victor Nenastin                    |
| 2012  | Allemagne Richard Aßmus Jan May Maximilian Dörnbach                            | Russie Alexander Sharapov Alexander Dubchenko Vladislav Fedin                      | Pologne Mateusz Lipa Jakub Stecko Adrian Kobylecki                           |
| 2013  | Allemagne Maximilian Dörnbach Jan May Patryk Rahn                              | Russie Alexander Dubchenko Vladislav Fedin Alexey Lysenko                          | Pologne Patryk Rajkowski Mateusz Rudyk Jakub Stecko                          |
| 2014  | Russie Alexey Nosov Sergey Gorlov Sergey Tabolin                               | Pologne Patryk Rajkowski Michał Lewandowski Marcin Czyszczewski                    | France Benjamin Gil Sébastien Vigier Melvin Landerneau                       |
| 2015  | Russie Sergey Isaev Alexey Nosov Aleksandr Vasyukhno                           | Pologne Marcin Czyszczewski Michał Lewandowski Mateusz Miłek                       | Grande-Bretagne Jack Carlin Alexander Joliffe Joseph Truman                  |
| 2016  | Russie Mikhaïl Dmitriev Dmitrii Nesterov Pavel Rostov                          | Pologne Krystian Ruta Mateusz Milek Daniel Rochna                                  | Grande-Bretagne Alexander Joliffe Lewis Stewart Hamish Turnbull              |
| 2017  | Russie Daniil Komkov Dmitrii Nesterov Pavel Rostov                             | Pologne Łukasz Kowal Daniel Rochna Krystian Ruta                                   | Allemagne Timo Bichler Elias Edbauer Carl Hinze                              |
| 2018  | Russie Daniil Komkov Ivan Gladyshev Danila Burlakov Mikhail Smagin             | France Jordy Thicot Titouan Renvoisé Vincent Yon                                   | Pologne Cezary Łączkowski Oskar Filipczak Mateusz Sztrauch Bartosz Kucharski |
| 2019  | Allemagne Domenic Kruse Laurin Drescher Julien Jager                           | Pologne Konrad Burawski Szymon Welens Mateusz Sztrauch                             | Pays-Bas Tijmen van Loon Daan Kool Gino Knies                                |
| 2020  | Allemagne Paul Schippert Domenic Kruse Willy Weinrich                          | Pologne Adam Janeczek Maciej Fąk Tomasz Grzesiak                                   | Russie Nikita Kalachnik Alexander Popov Alexey Sherstenikin                  |
| 2021  | Grande-Bretagne Ed Lowe Marcus Hiley Harry Ledingham-Horn                      | Allemagne Luca Spiegel Willy Weinrich Paul Groß Max-David Briese                   | Russie Grigorri Skorniakov Nikita Kalachnik David Shekelashvili              |
| 2022  | Allemagne Luca Spiegel Torben Osterheld Danny-Luca Werner Pete-Collin Flemming | Pologne Marcin Marciniak Mateusz Przymusiński Gracjan Dąbrowski Radoslaw Laskowski | Italie Milo Marcolli Stefano Minuta Mattia Predomo                           |
| 2023  | Allemagne Pete-Collin Flemming Colin Rudolph Jakob Vogt                        | France Antoine Capelle Etienne Oliviero Matthias Sylvanise                         | Belgique Nicolas Aernouts Tjorven Mertens Yeno Vingerhoets                   |
| 2024  | France Etienne Oliviero Matthias Sylvanise Tristan Favennec                    | Allemagne Colin Rudolph Tim-Louis Werner Theo Fischer Benjamin Bock                | Tchéquie Jan Pořízek David Peterka Kryštof Friedl Adam Rauschgold            |
| 2025  | Grande-Bretagne Kristian Larigo Archie Gill Ioan Hepburn Charlie Holt          | Allemagne Maurice Steckel Leonidas Rekowski Benjamin Bock Finn-Liam Petterson      | France Tristan Favennec Nicolas Laugier Cameron Rabourdin                    |